# Kryształowe Serce
Kryształowe Serce – odznaczenie ustanowione 27 listopada 1986 uchwałą Prezydium Zarządu Głównego Polskiego Czerwonego Krzyża, jako najwyższe odznaczenie organizacyjne; wyróżnienie przyznawane za wybitne zasługi w rozwoju Ruchu Honorowego Krwiodawstwa PCK.

## Zasady nadawania
Wyróżnienie mogą otrzymać osoby fizyczne, które:
1. prowadzą systematyczną, aktywną działalność propagandową w PCK i posiadają:
  - krwiodawcy – odznakę Zasłużonego Honorowego Dawcy Krwi I stopnia lub równoważną z nią odznakę ZHDK w rozumieniu rozporządzenia Ministra Zdrowia z dnia 19 października 2006 r. i 15 lat udokumentowanego członkostwa zwyczajnego w PCK;
  - pozostali działacze – 25 lat udokumentowanego członkostwa zwyczajnego w PCK i w sposób konkretny przyczyniły się do realizacji zadań Czerwonego Krzyża, a w szczególności do rozwoju honorowego krwiodawstwa,
2. w sposób konkretny przyczyniły się do realizacji zadań czerwonokrzyskich a w szczególności do rozwoju honorowego krwiodawstwa.

## Opis wyróżnienia
Wyróżnienie stanowi kryształ w kształcie symbolicznego serca o wymiarach 92 na 83,7 mm i grubości 15 mm. Od strony wewnętrznej wydrążony jest wizerunek Odznaki Honorowej PCK. Brzeg serca posiada srebrne obrębienie, które w górnej części połączone jest z kółkiem do wstążki.
Kryształowe Serce nosi się na szyi, na białej wstążce szerokości 38 mm z czerwonymi paskami o szerokości 4 mm po bokach.

## Liczba nadań
| Rok  |      |
| ---- | ---- |
| 2003 | 105  |
| 2004 | b.d. |
| 2005 | b.d. |
| 2006 | 55   |
| 2007 | 49   |
| 2008 | 41   |
| 2009 | 66   |
| 2010 | b.d. |
| 2011 | 84   |
| 2012 | 89   |
| 2013 | 84   |
| 2014 | 70   |
| 2015 | 83   |
| 2016 | 69   |
| 2017 | 73   |
| 2018 | 76   |
| 2019 | 59   |
| 2020 | 55   |
| 2021 | 44   |
| 2022 | 38   |
| 2023 | 52   |

b.d. – brak danych (informacja nieujęta w sprawozdaniu)
Na podstawie rocznych sprawozdań z działalności PCK w latach 2003–2022.